# Лема Осґуда
У комплексному аналізі кількох змінних лемою Осґуда називається твердження про еквівалентність кількох означень голоморфної функції кількох змінних. Лема стверджує, що неперервна функція кількох комплексних змінних, що є голоморфною по кожній змінній окремо є голоморфною. Вимога неперервності у твердженні насправді не є необхідною, що є змістом сильнішої теореми Хартогса. Лема названа на честь американського математика Вільяма Фогга Осґуда, який довів її у 1899 році.

## Твердження
Якщо комплексна функція {\displaystyle f(z)} є неперервною у відкритій множині {\displaystyle D\subset \mathbb {C} ^{n}}і голоморфною по кожній змінній окремо, то вона є голоморфною в D.

## Доведення
Виберемо будь-яку точку {\displaystyle \omega \in D} і замкнутий полікруг {\displaystyle {\bar {\Delta }}(\omega ,r).} Оскільки {\displaystyle f(z)} є голоморфною по кожній змінній окремо, багаторазове застосування інтегральної формули Коші (для функцій однієї змінної) приводить до формули 
{\displaystyle f(z)=\left({\frac {1}{2\pi i}}\right)^{n}\int \limits _{|\omega _{1}-\xi _{1}|=r_{1}}{d\xi _{1} \over \xi _{1}-z_{1}}\ \int \limits _{|\omega _{2}-\xi _{2}|=r_{2}}{d\xi _{2} \over \xi _{2}-z_{2}}\ \ldots \ \int \limits _{|\omega _{n}-\xi _{n}|=r_{n}}{d\xi _{n} \over \xi _{n}-z_{n}}f(\xi )}
справедливої при всіх {\displaystyle z\in \Delta (\omega ,r).}
Для будь-якої фіксованої точки z підінтегральний вираз у цій формулі є неперервною функцією на компактній області інтегрування, тому повторний інтеграл можна замінити одним кратним інтегралом
{\displaystyle f(z)=\left({\frac {1}{2\pi i}}\right)^{n}\int \limits _{|\omega _{i}-\xi _{i}|=r_{i}}{f(\xi )\ d\xi _{1}\ldots d\xi _{n} \over (\xi _{1}-z_{1})\ldots (\xi _{n}-z_{n})}.}
Для фіксованої точки {\displaystyle z\in \Delta (\omega ,r)} ряд
{\displaystyle {1 \over (\xi _{1}-z_{1})\ldots (\xi _{n}-z_{n})}=\sum _{k_{1},\ldots ,k_{n}=0}^{\infty }{(z_{1}-\omega _{1})^{k_{1}}\ldots (z_{n}-\omega _{n})^{k_{n}} \over (\xi _{1}-\omega _{1})^{k_{1}+1}\ldots (\xi _{n}-\omega _{n})^{k_{n}+1}}}
є абсолютно і рівномірно збіжним для будь-якої точки {\displaystyle \xi } з області інтегрування у кратному інтегралі. Отже, після підстановки цього розкладу в інтеграл і зміни порядку сумування і інтегрування одержується розклад функції {\displaystyle f(z)} у степеневий ряд виду
{\displaystyle \sum _{k_{1},\ldots ,k_{n}=0}^{\infty }c_{k_{1},\ldots ,k_{n}}(z_{1}-\omega _{1})^{k_{1}}\ldots (z_{n}-\omega _{n})^{k_{n}}}
з коефіцієнтами
{\displaystyle c_{k_{1},\ldots ,k_{n}}=\left({\frac {1}{2\pi i}}\right)^{n}\int \limits _{|\omega _{i}-\xi _{i}|=r_{i}}{f(\xi )\ d\xi _{1}\ldots d\xi _{1} \over (\xi _{1}-\omega _{1})^{k_{1}+1}\ldots (\xi _{n}-\omega _{n})^{k_{n}+1}}.}
Отже {\displaystyle f(z)}є голоморфною функцією.